# Almino Álvares Afonso
Almino Álvares Afonso (Patu, 17 de abril de 1840 — Fortaleza, 13 de fevereiro de 1899) foi um político brasileiro, ex-senador da República (1894 a 1899). Foi um ativo abolicionista, fundou em Mossoró o Clube dos Spartacos, composto, na sua maioria, por ex-escravos, com a finalidade de dar-lhes abrigo e amparo.

## Biografia
Foi Constituinte da Primeira República e consagrado Tribuno da Abolição, com enorme desempenho no movimento que derrubou a escravatura cinco anos antes da Lei Áurea no Ceará, no Rio Grande do Norte e Amazonas. Em sua homenagem, o município onde nasceu (Caieira), passou a denominar-se Almino Afonso. Era filho de Francisco Manoel Álvares Afonso - que o deixou órfão aos 8 anos de idade e Luiza Cândida Telles de Menezes e tinha por irmãos Deocleciano e Minervino. Já quando criança era muito inteligente, possuía conhecimentos de Português, Francês e Latim. Foi casado com Abigail Teodolina de Souza Martins onde geraram os seguintes filhos: Manfredo de Souza Martins Álvares Afonso e, sucessivamente, José, Noema (morta com apenas um ano de idade), Noema (2.ª) e Bohemundo. Formou-se em Direito na Faculdade de Direito de Recife em 1871. Foi escrito um livro sobre ele: "Almino Afonso - Tribuno da Abolição", escrito por seu neto Almino Monteiro Álvares Afonso, ex-político brasileiro, e editado pelo Senado Federal, ao ensejo do centenário da morte do grande abolicionista (13 de Fevereiro de 1899).
Recebeu o título de Grande Tribuno da Abolição dos Escravos, por sua luta em prol das liberdades e da abolição da escravatura negra no Brasil. Foi Presidente da Camara Municipal de Manaus, faleceu em 13 de fevereiro de 1899 em Fortaleza.